# Bharuch (distrikt)
Bharuch är ett distrikt i delstaten Gujarat i Indien. Administrativ centralort är Bharuch. Vid folkräkningen 2001 hade Bharuch 1 370 656 invånare. 1 018 096 av dessa bodde på landsbygden och 352 560 bodde i tätorter.

## Demografi
Av befolkningen i Bharuch är 74,41% läskunniga (82,98% av männen och 65,11% av kvinnorna). Hinduism är den vanligaste religionen med 1 059 796 troende, islam näst störst med 293 459 troende. 8 824 personer är kristna.